# 武穴中学
武穴中学是湖北省武穴市的一所全日制普通高级中学。創辦于民國18年（1929年），是湖北省重點中學。學校現有教職工339人，其中特級教師6人，高級教師167人。學校三個年級學生共5000餘人。
該校代表武穴市最優秀教育資源，亦是黃岡市優良教育質量的重要組成部分，學校聲譽遍傳整個鄂東贛北及皖西。學校生源中有相當部分來自外地。

## 学校历史
武穴中学的前身为成立于1929年（民国18年）的湖北省立第十三小学，以杨泗庙、栖贤寺为校舍，1934年湖北省政府指定该校（时改称为省立武穴小学）为鄂东中心小学，老校舍在抗日战争爆发后被侵华日军炸毁。1943年广济县政府以武穴福音堂为校舍（现市法院住宿区处），成立县立初中。1949年6日，中共广济县人民政府接管县立初中，取校名为广济县立中学。同年9月，与私立刊江、建国、朴庵中学合并，改称县立中学武穴分部。1950年底，武穴镇划归黄冈专区直接管辖，武穴分部改称武穴中学。1953年，武穴镇划属县辖，县治从梅川迁武穴后，武穴中学改称广济县第一中学。后改称武穴中学。

## 导孝奖助学金
武穴中学导孝奖助学金是台湾张锺懋兄妹以家族先辈张导民先生（湖北武穴人氏）与夫人蔡孝义女士的名义于2005年在武穴中学设立。

## 外部連結
- 武穴中學網站 （页面存档备份，存于）